# 仙台コレクション
仙台コレクション（せんだいコレクション）は、仙台市都心部の一番町アーケードにおいて、観覧無料で開催されるリアル・クローズを対象としたファッションショーおよび音楽のイベント。

## 概要
仙台のファッション業界に関わるプロのみならず、地元専門学校生約100人がボランティアで音響・照明操作やモデルのメイクをするなどアマチュアも参加している。他方、街のど真ん中で観覧無料で開催されるため、一般市民が気軽に観覧できる。このため、市民参加型の都市イベントとなっている。
会場は、仙台市都心部を南北に通る歩行者専用道路のアーケード街である「ぶらんどーむ一番町」（北緯38度15分43.9秒 東経140度52分17.1秒 / 北緯38.262194度 東経140.871417度〜北緯38度15分37.9秒 東経140度52分19秒 / 北緯38.260528度 東経140.87194度）。広瀬通一番町に面する同アーケードの北端に大型ビジョン、DJブースおよびステージを設置し、そこからアーケード中央を南方向（中央通り方向）にキャットウォーク（長さ50m、幅2m、高さは第1回は約50cm、第2回は約1m）を設け、キャットウォーク両脇を一般観客スペースとしている。キャットウォーク南端にはVIP観覧スペース、さらに南側には撮影用の櫓を設置している。日出丁（北緯38度15分41.2秒 東経140度52分17.9秒 / 北緯38.261444度 東経140.871639度）を挟んでその南側にはインフォメーションブースや協賛企業ブースが設置された。一般観客スペースの後ろにあたる道の両側は西側が南行き、東側が北行きとする通行規制も行ったが、身動き出来ない程の人垣ができるほどの盛況だった。
屋内で開催される同種のリアル・クローズのファッションショーで見られる出展ブランドの特設直販ブースは無いが、ステージのすぐ横にある仙台フォーラス（北緯38度15分43.8秒 東経140度52分19.1秒 / 北緯38.262167度 東経140.871972度）内の常設店舗がそれに相当することになる。なお、このように商店街にキャットウォークを設置して大々的に開催されるファッションショーは、全国的に見ても珍しい。
コレクションが終わった後は、会場近くのクラブで出演アーティストが参加する「SENDAI COLLECTION Official After Party」が一般客も入場可で開催されている。

## 沿革
| 回 | 開催日         | 時間          | 対象 | 参加数 | 参加数 | 参加数 | 参加数 | 参加数   | 観客数  | AP    |
| 回 | 開催日         | 時間          | 対象 | モデル | モデル | モデル | モデル | ブランド | 観客数  | AP    |
| 回 | 開催日         | 時間          | 対象 | ゲスト | 在仙   | 一般   | 計     | ブランド | 観客数  | AP    |
| -- | -------------- | ------------- | ---- | ------ | ------ | ------ | ------ | -------- | ------- | ----- |
| 1  | 2008年10月19日 | 13:30 - 19:30 | 秋冬 | 8      | 22     | 12     | 42名   | 17       | 4.0万人 | 1ヶ所 |
| 2  | 2009年9月22日  | 11:30 - 20:30 | 秋冬 | 14     | 22     | 32     | 68名   | 18       | 5.5万人 | 2ヶ所 |
| 3  | 2010年9月19日  |               | 秋冬 |        |        |        |        |          |         |       |
| 4  | 2011年9月18日  |               | 秋冬 |        |        |        |        |          | 5.3万人 |       |
| 5  | 2012年9月16日  |               | 秋冬 |        |        |        |        |          |         |       |
| 6  | 2013年9月22日  | 11:00 -       | 秋冬 |        |        |        |        |          |         |       |
| 7  | 2014年9月23日  | 11:00 -       | 秋冬 |        |        |        |        |          |         |       |
| 8  | 2016年5月4日   | 11:00 - 19:00 | 春夏 |        |        |        |        |          |         |       |

※「AP」：Official After Party
仙台・宮城デスティネーションキャンペーン（2008年10月1日〜12月31日）に合わせて、仙台駅前にS-PAL IIや仙台パルコが新規開業し、郊外にも2つの大型アウトレットモール（三井アウトレットパーク 仙台港および仙台泉プレミアム・アウトレット）や大型店が新規開業するなどしたため、相対的な地位低下に危機感を持った一番町一番街商店街「ぶらんど〜む一番町」の振興組合と仙台フォーラスが実行委員会を組織して開催した。
2008年の第1回の開催費用は約2千万円。その半分は、経済産業省・中小企業庁の「平成20年度中小商業活力向上事業」からの補助金を充てた。2009年の第2回も補助の対象となった。

### 2008年
10月17日（金）と18日（土）にモデルのトークショーなどのプレイベントを開催し、19日（日）には13:30のオープニングから19:00のフィナーレまで、ライブやパフォーマンスなどを挟み、3つの時間帯に分けてファッションショーを開催した。ファッションモデルは宮城県出身を初めとする42人、参加ブランド数は17で、秋冬の新作をステージ上で発表した。
キャットウォークは、長さ50m、幅2m、高さ約50cm。コレクションが終わった後の「SENDAI COLLECTION Official After Party」は1ヶ所（北緯38度15分40.6秒 東経140度52分17.3秒 / 北緯38.261278度 東経140.871472度）で開催された。また、コレクション開催に先行して、出演アーティストが参加した「SENDAI COLLECTION COMPILATION Vol.1」が発売された。ウェブサイトは、東京ガールズコレクション実行委員会が協力をした。

#### モデル
- ゲストモデル（宮城県出身者：8人）
  - 室井真希、葛岡碧（元MOC所属）、安藤沙耶香、麻衣（Fスタ所属）、酒井瑛里、西舘さをり、小祝麻里亜、純恋
- モデル（在仙モデル事務所所属：22人）
  - MOC所属（11人） … 山尾真耶、土井原菜央、村岡亜希、佐久田瑠美、森あみ、片見祐子、種崎まりえ、内藤淑美、遠山みのり、大槻沙紀、高村菜保子
  - 仙台SOS所属（9人） … リャン、千葉直美、ブリタニー、安齋慶美、滝井晴香、大和香織、菅野紀子、RICO、小野地貴美
  - Fスタ所属（2+1人） … 和泉麗、河合ひかる
- モデル（一般参加：12人）
  - 荻原明香ほか11名

#### ゲスト
- Artists：Satokolab、weekenders、antennasia、SHEEAN[15]、orange pekoe
- DJ/VJ：DJ KENTARO、HUNGER（GAGLE）[15]、金原千恵子、森田昌典、DAISHI DANCE、VJ WADAKEN
- MC：二瓶永莉、古田優児、山蔭ヒーロ、大坂ともお
  - 二瓶以外のMC3名は、在仙台プロ3球団の各スタジアムDJ。

### 2009年
11:30から13:00までのプレイベントでは、仙台放送「あらあらかしこ」タイアップステージやダンスパフォーマンスが行われた。また、仙台の服飾専門学校のファッションショーも開催され、NHK「テレ遊びパフォー!」で優勝した作品も登場した。
13:00のオープニングから20:10のフィナーレまでは、ライブやパフォーマンスなどを挟み、6つの時間帯に分けてファッションショーを開催した。ゲストモデルは第1回では宮城県出身者で占められたが、今回はnow fashion agency所属4人やPopteenモデル2人など東京のモデルが多くを占め、その他宮城県出身者2人、名古屋在住モデル1人など幅広くなった。また、ファッションモデルと共にアーティストとしても活動する者の出演が多く、うち2人はライブステージにも立った。昨年は女性モデルのみだったが、今回は男性モデルやキッズモデルも登場し、女性用が中心ながらも男性用や子供服も合わせてショーが行われた。
キャットウォークは、長さ50m、幅2m、高さ約1mと、昨年より高さが高くなった。コレクションが終わった後の「SENDAI COLLECTION Official After Party」は2ヶ所（北緯38度15分40.6秒 東経140度52分17.3秒 / 北緯38.261278度 東経140.871472度、北緯38度15分39.6秒 東経140度52分16.5秒 / 北緯38.261000度 東経140.871250度）で開催された。また、SENDAI COLLECTION Cafeが仙台フォーラス3階に9月末まで期間限定で設置された。
なお、シルバーウィーク中の開催となった2009年（平成21年）は、連休初日の9月19日に、エスパル・仙台パルコ・JR東日本の3社共同で、JR仙台駅2階のコンコースにおいて観覧無料の「S-PAL×PARCOファッションショー」が初めて開催され、仙コレ当日の9月22日には、会場に隣接する藤崎前で観覧無料の「フィエスタ・メヒカーナin仙台」が開催されるなど、仙コレとは直接関係ないながら様々なイベントがあった。

#### モデル
- ゲストモデル（宮城県出身者は14人中3人）
  - 女性：加賀美セイラ、安藤沙耶香（病欠）、DJ MAYUMI、壱岐尾彩花、加賀美レイナ、松岡音々、舟山久美子、寿るい、麻乃、多田安希、鈴木未那美
  - 男性：ASOBU、YUYA、TAKUMA
- モデル（在仙モデル事務所所属：22人）
  - 女性：山尾真耶、志乃、種崎まりえ、土井原菜央、滝井晴香、野中翔、安齋慶美、佐久田瑠美、佐々木麻美、歌里かをり、下田中千秋、小野地貴美、片見祐子、佐藤茉都香、中野美咲、黒沢美華
  - 男性：梅津晶、岡田啓、狩野新之介、佐藤翔、本田渉、FLAVIO
- モデル（一般参加：32人）

#### ゲスト
- Artists：Jazzin' park、多和田えみ（病欠）、SOUND MARKET CREW、IKIO AYAKA、KAGAMI SEIRA、PAX JAPONICA GROOVE、族-Yakara-
- DJ/VJ：森田昌典、DAISHI DANCE、VJ WADAKEN
- MC：古田優児、山蔭ヒーロ、大坂ともお、齋藤幸恵
  - 齋藤以外のMC3名は、在仙台プロ3球団の各スタジアムDJ。

### ゲスト[22]
- 今井華
- 出岡美咲
- 橋爪愛
- Una
- 椎名ひかり
- 松本愛
- 深澤翠
- 三戸なつめ
- 瀬戸あゆみ
- YURA
- 吉田菫
- 梅村妃奈子
- 黒坂優香子
- 尚玄
- 岩永徹也

#### モデル[23]
- レディース（18人）
  - 本堂静佳
  - 佐藤真瑚
  - 山田李璃
  - 六串静香
  - 葛巻舞香
  - 佐藤あや
  - ノウィキ茉莉
  - 佐川愛果
  - 半澤智穂
  - 中野美咲
  - ヨンミョン
  - 佐々木麻美
  - 種崎まりえ
  - 佐久田瑠美
  - 野中翔
  - 土井原菜央
  - 黒田ちづる
  - 萱場恵美
- メンズ（6人）
  - 石沢憲哉
  - 瀬和典史
  - 早坂涼
  - 結城祥
  - 堀米智也
  - クレビス
- ティーン（8人）
  - 阿部菜々実
  - 山谷日菜乃
  - 山崎詠万
  - 塚田望来
  - 遠藤珠梨
  - 武田真由子
  - 中川萌香
  - 葛岡有
- キッズ（10人）
  - 福嶋煌太
  - 鈴木瑠偉
  - 庄司ダイナ
  - 佐々木逢介
  - 角田晴
  - 乗田雫杏
  - 大森珠莉
  - 三塚花梨
  - 加藤莉央
  - 戸羽望実

## その他
- 第1回仙台コレクション後には、第9回一番町まつり（2008年11月8日・9日）において、一番町四丁目商店街で仙台三越が、サンモール一番町で藤崎が、各々レッドカーペットを敷いて初めてファッションショーを開催した[24]。また、SENDAI光のページェントの「学都X楽都コラボレーション」でもファッションショーが開催された[25]。
- 北東北3県でファッションショーを開催している以下の主催団体3者が、2008年6月に盛岡に集まって交流を開始し、お互いのイベントの見学や参加を始めた[26]。
いわてコレクション[27]
1993年から岩手県盛岡市で2年毎開催。地元企業等主催。染織・伝統工芸などを生かした服飾デザインのファッションショー[28]。
ファッション甲子園
2001年から青森県弘前市で毎年開催。弘前商工会議所ほか主催。高校生の服飾デザイン全国大会とファッションショー。
ファッションショー『A』（エース）
2005年から秋田県秋田市で毎年不定期開催。高校生を中心とするイベントサークル「Show Me…」主催。音楽とファッションショーのコラボイベント[29]。